# Шульману-ашаред V
Шульману-ашаред V або ж в традиційній транскрипції Салманасар V (аккад. Шульману-ашаред — «[Бог] Шульману (Салман) — предводитель») — цар Ассирії та Вавилонії де правив під іменем Улулай, син Тукульті-апал-Ешарри ІІІ, царював 5 років з 726 по 722 до н. е..

## Життєпис
За життя батька Шульману-ашаред встиг побувати намісником кількох провінцій в тому числі й північної Фінікії. На початку правління Шульману-ашаред відвідав Вавилон де коронувався як вавилонський цар, але потім йому довелося придушувати повстання в Ізраїлі та Фінікії очолюване Осією та тірським царем Елулаєм. При одному наближенні ассирійського війська більшість фінікійських міст покорилися але Тір продовжив боротьбу. Шульману-ашаред обложив місто — розпочалася довга, п'ятирічна облога яка тривала усе його правління оскільки не маючи свого флоту ассирійці не могли блокувати розташований на острові Тір з моря. Тим часом ізраїльський цар Осія, сподіваючися, що вороги зв'язані облогою відмовився виплачувати данину Шульману-ашареду і відправив до Єгипту послів з проханням про допомогу. Але Єгипет вирішив не зв'язуватися з найсильнішою державою регіону, тож коли в 724 році Шульману-ашаред посунув свої війська на Ізраїль, то Осія кинувся вимолювати прощення в царя обіцяючи виплатити данину, аби лише вберегти свою землю від спустошення. Ассирійці ув'язнили Осію і обложили столицю його царства — Самарію. Оскільки облога затяглася, то цар залишив частину військ продовжувати їх, а сам повернувся до Ассирії. Облога тривала три роки, але ассирійцям так і не вдалося захопити Самарію за життя Шульману-ашаред.
У внутрішній політиці Шульману-ашаред вирішив стати абсолютним владикою і спробував ліквідувати привілеї стародавньої столиці Ашшура, а також Вавилона, Ніппура, Сіппара та обкласти податками їх жителів у тому числі храми. справа у тому, що стародавні міста Межиріччя традиційно користувалися самоуправлінням не платили податки і були звільнені від військової служби. Усе це дозволяло їм бути досить незалежними від царської влади. З іншого боку цар спирався на армію в яку після реформи батька Шульману-ашареда допустили представників низів суспільства. Ці люди повністю залежні від царя і усім йому зобов'язані підтримували як завойвницьку політику так і деспотичні претензії свого владики. Але невдоволені реформами жителі стародавніх міст і перш за все знать організували заколот і скинули та вбили царя і поставили замість нього Шаррукіна II який в своїх надписав засуджував попередника виставляючи його як порушника привілеїв священних міст святотатцем. В пізньовавилонському «Повчанні» датованому Дьяконовим приблизно 700 роком до нашої ери Шульману-ашаред V наводиться як приклад негідного царя.
Слід відзначити, що у створеній ассирійськими царями державі власне Ассирія складала лише незначну частину, меншістю були і самі ассирійці. Більшість населення становили арамеї. За часів Шульману-ашареда V роль арамеїв та їх мови зросла на стільки, щор навіть офіційні надписи почали робитися двома мовами.